# Болл, Уэс
Уэс Болл (англ. Wes Ball; род. 28 октября 1980, США) — американский кинорежиссёр, продюсер, сценарист, художник по визуальным эффектам и графике. Наиболее известен как режиссёр кинотрилогии «Бегущий в лабиринте», основанной на одноимённом цикле романов Джеймса Дэшнера и фильма «Планета обезьян: Новое царство» (2024), четвёртой части перезапущенной франшизы «Планета обезьян».

## Биография
В 1999 году Болл окончил Crescent City High School. В 2002 году окончил Колледж киноискусств Университета штата Флорида со степенью бакалавра изящных искусств. В 2003 году стал лауреатом Student Academy Awards за короткометражный анимационный фильм A Work in Progress.
Свою карьеру в Голливуде начал с анимационной короткометражки Ruin, которую увидели руководители киностудии 20th Century Fox и предложили ему стать режиссёром киноадаптации фильма «Бегущий в лабиринте», который стал первым полнометражным фильмом Болла. При бюджете в 34 млн долл. фильм собрал в прокате 348 млн долл. Вскоре после успеха фильма Болл подписал контракт со студией 20th Century Fox.
Болл приступил к работе над экранизацией иллюстрированного романа «Падение богов», созданного на краудфандинговые средства датской студией Mood Studios.
В 2017 году Болл был нанят в качестве режиссёра гибридной адаптации «Mouse Guard» (анимационно-игрового фильма) на студии 20th Century Fox по сценарию Гэри Уитты и Т. С. Навлина. Производство должно было начаться в мае 2019 года, но после приобретения компанией Walt Disney компании Fox в начале того же года, производство было отменено за две недели до начала съёмок.
В декабре 2019 года Disney и Fox наняли Болла в качестве режиссёра нового фильма франшизы «Планета обезьян» под названием «Планета обезьян: Новое царство».
В мае 2021 года Болл должен был стать режиссёром фильма «Бегущий во времени» (The Time Runner), экранизации одноимённой повести Майкла Шермана. В марте 2022 года Болл должен был выступить продюсером фильма по не названной книге Герберта Уэллса.
В ноябре 2023 года стало известно, что Болл выступит режиссёром фильма по игре The Legend of Zelda для Nintendo и Sony Pictures, продюсерами станут Сигеру Миямото и Ави Арад.

## Фильмография

### Полнометражные фильмы
| Год  | Фильм                                        | Режиссёр | Продюсер       |
| ---- | -------------------------------------------- | -------- | -------------- |
| 2014 | Бегущий в лабиринте                          | Да       |                |
| 2015 | Бегущий в лабиринте: Испытание огнём         | Да       | Исполнительный |
| 2017 | Забытый Феникс                               |          | Да             |
| 2018 | Бегущий в лабиринте: Лекарство от смерти     | Да       | Да             |
| 2024 | Планета обезьян: Новое царство               | Да       | Да             |
| 2027 | Планета обезьян 5                            | Да       |                |
| 2027 | Легенда о Зельде                             | Да       |                |
| TBA  | Разрушитель                                  | Да       | Да             |
| TBA  | Защита от мышей                              | Да       | Да             |
| TBA  | Безымянный подводный фильм Джейсона Эйзенера |          | Да             |

### Короткометражные фильмы
| Год  | Фильм             | Режиссёр | Сценарист | Монтажёр |
| ---- | ----------------- | -------- | --------- | -------- |
| 2002 | Джейкоб: Фильм    | Да       | Да        | Да       |
| 2002 | Работа в процессе | Да       | Да        | Да       |
| 2011 | Руины             | Да       | Да        | Да       |